# Éric Danty
Éric Danty, né le 9 décembre 1947 à Morne-à-l'Eau en Guadeloupe et mort le 9 octobre 2020 à Meaux, est un joueur professionnel de football, attaquant au Stade de Reims puis au Club Sportif Sedan Ardennes.

## Biographie
Joueur du CS Meaux dans les années 1980, il termine champion de 4e division en 1980 et étoile d'or France Football de division 3.
Il crée avec d'autres anciens du CS Meaux l'Academy FC Meaux en 2007 afin de mettre un terme au fonctionnement en vigueur au sein du club.
Le 10 juillet 2008 il devient président du CS Meaux.

## Carrière
- L'Étoile de Morne-à-l'Eau
- 1967-1970 : Stade de Reims
- 1969-1970 : prêté au RC Fontainebleau
- 1970-1974 : AC Mouzon (18 matchs en D2)
- 1974-1977 : Club Sportif Sedan Ardennes (26 matchs en D2)
- 1977 : prêté à US Nœux-les-Mines
- 1977 : Club Sportif Sedan Ardennes
- 1977-1978 : US Saint-Omer
- 1978 : Club Sportif Sedan Ardennes
- 1978-1982 : CS Meaux[2]